# Deuterazione
In chimica, la deuterazione è un particolare processo chimico mediante il quale gli atomi di prozio (che è l'isotopo dell'idrogeno avente un protone) legati ad un atomo di carbonio vengono sostituiti da atomi di deuterio (che è l'isotopo dell'idrogeno avente un protone e un neutrone, quindi con peso atomico pari a circa il doppio rispetto al prozio).
Di particolare interesse è la deuterazione degli idrogeni enolizzabili, in quanto gli enoli e gli ioni enolati da cui derivano sono composti molto importanti nella preparazione farmaceutica ed industriale. Tale processo consiste nella deprotonazione (allontanamento di un atomo di idrogeno) dall'enolo e l'aggiunta in un passaggio successivo del deuterio sull'atomo di carbonio precedentemente deprotonato.